# 周鄭交質
周郑交质是《左传》的文章、同时也是前720年真实的歷史事件。

## 文章原文
郑武公、庄公为平王卿士。王贰于虢，郑伯怨王。王曰：“无之。”故周郑交质。王子狐为质于郑，郑公子忽为质于周。
王崩，周人将畀虢公政。四月，郑祭足帅师取温之麦。秋，又取成周之禾。周郑交恶。
君子曰：“信不由中，质无益也。明恕而行，要之以礼，虽无有质，谁能间之？苟有明信，涧溪沼沚之毛，苹蘩蕴藻之菜，筐筥錡釜之器，潢污行潦之水，可荐於鬼神，可羞於王公，而况君子结二国之信，行之以礼，又焉用质？《风》有《采蘩》、《采苹》，《雅》有《行苇》、《泂酌》，昭忠信也。”

## 历史意义
自平王东迁以来，周王权威早已实际崩溃。但王及诸侯都没有将此事捅破。及至周郑交质，作为臣子的郑国和作为天子的周王以平等二国的姿态交换人质，这使得周王权威崩溃这件事彻底无法遮掩、且也已完全无必要遮掩而明显暴露了出来。

周郑交质作为可供观测或曰方便标记的事件点而成为周王权威崩溃的标志。《左传》认为周郑交质“无信（已墮落到需靠人质故曰无信）不礼（周郑上下失序故曰不礼）”，是东周“礼崩乐坏”的缩影，但各国没能力取代周天子，故尊王攘夷。